# Dagmar Belakowitsch

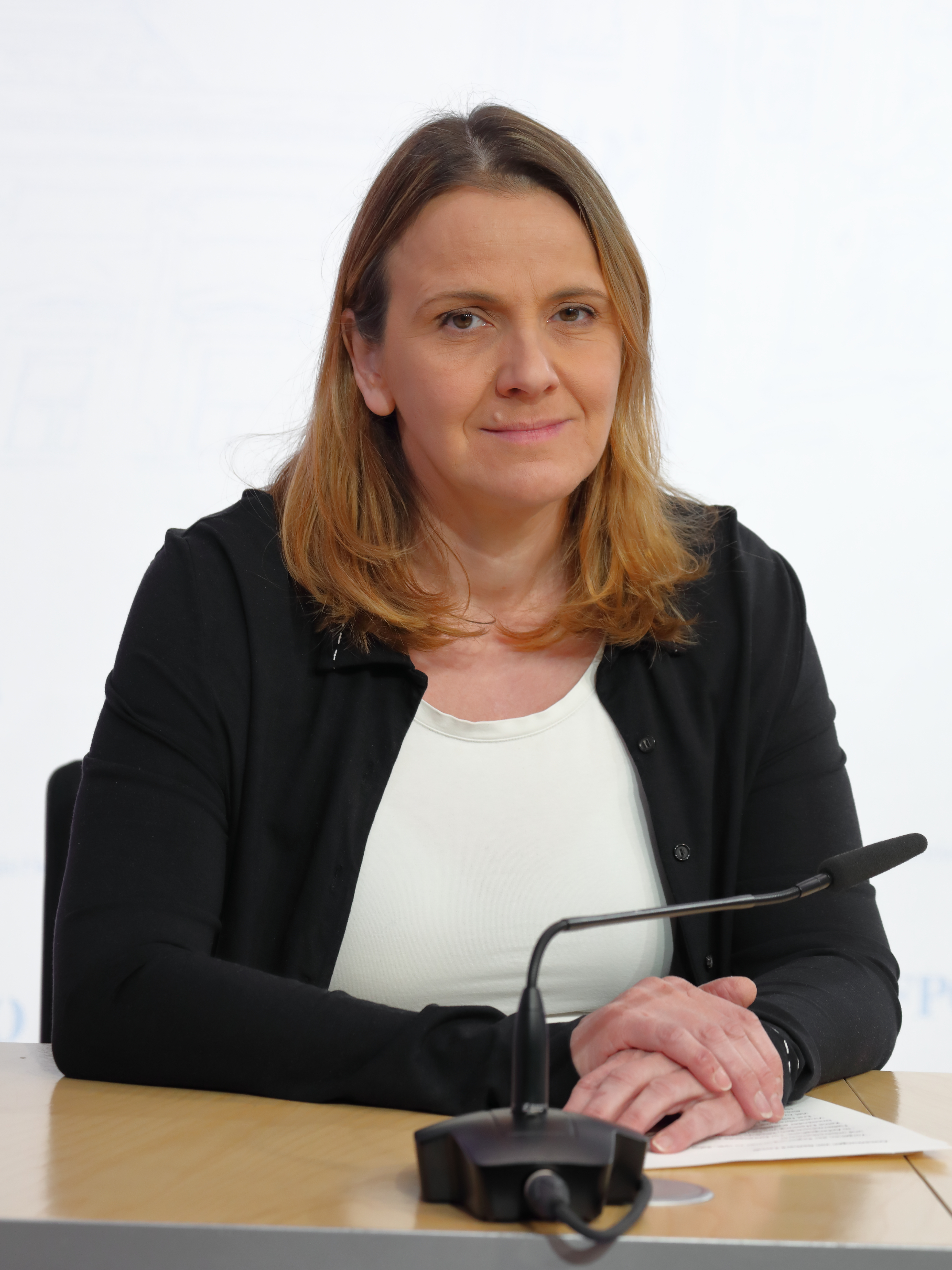
Dagmar Belakowitsch (2020)

Dagmar Belakowitsch (* 24. August 1968 in Wien als Dagmar Jenewein, bis 25. Juli 2017 Dagmar Belakowitsch-Jenewein) ist eine rechtsextreme österreichische Politikerin (FPÖ) und Medizinerin und seit 2006 Abgeordnete zum Nationalrat. 
Belakowitsch ist eine Kritikerin der im Zuge der COVID-19-Pandemie getroffenen Maßnahmen der österreichischen Bundesregierung und lehnt insbesondere eine Impfpflicht ab. In diesem Zusammenhang wurden von ihr wiederholt Falschinformationen zur COVID-19-Pandemie verbreitet.

## Schul- und Ausbildung
Dagmar Belakowitsch maturierte an der AHS und absolvierte anschließend das Studium der Humanmedizin an den Universitäten Wien und Graz. Sie beendete ihr Studium mit dem akademischen Grad Dr. med. univ. Da Belakowitsch nach dem Studium keine österreichische Approbation erlangte, ist ihre Berufsbezeichnung „Mediziner“. Sie arbeitete auch nie als Ärztin. Deshalb wurde sie im März 2013 per Bescheid von der Wiener Ärztekammer rückwirkend mit 2. Juni 2008 von der Ärzteliste gestrichen.

## Politische Laufbahn
Belakowitsch schloss sich 1994 den Freiheitlichen in Wien an und wurde Mitglied der Bezirksparteileitung Wien-Landstraße. 1996 wurde sie zur Bezirksrätin gewählt. 2002 stieg sie zum Mitglied der Landesparteileitung der FPÖ Wien auf und wechselte 2004 in die Bezirksparteileitung von Wien-Ottakring. 2005 wechselte Belakowitsch auch als Bezirksrätin vom Bezirk Landstraße nach Ottakring, wo sie seit 2006 die Funktion der geschäftsführenden Bezirksparteiobfrau ausübt, jedoch 2006 ihr Mandat als Bezirksrätin zurücklegte. Seit 2006 ist Belakowitsch auch Mitglied des Landesparteivorstandes der FPÖ Wien.
Belakowitsch vertritt die FPÖ seit dem 30. Oktober 2006 im österreichischen Nationalrat, in den sie über ein Mandat des Landeswahlvorschlags Wien gewählt wurde. Belakowitsch war nach dem Ausscheiden von Barbara Rosenkranz ein halbes Jahr die einzige weibliche Parlamentsabgeordnete der FPÖ und bis Oktober 2008 Frauensprecherin der FPÖ. 
In der XXV. Gesetzgebungsperiode (2013–2017) war Dagmar Belakowitsch Obfrau des Gesundheitsausschusses, Obmannstellvertreterin des Ständigen Unterausschusses des Ausschusses für innere Angelegenheiten sowie Mitglied in folgenden Ausschüssen: Ausschuss für Arbeit und Soziales, Ausschuss für innere Angelegenheiten, Hauptausschuss und Unvereinbarkeitsausschuss. Bis 2020 war sie Gesundheitssprecherin des FPÖ-Parlamentsklubs.

### Politische Positionen
Im Jahr 2008 – mit der FPÖ in der Opposition – forderte sie eine Impfverpflichtung für Kinder gegen Hepatitis im Parlament, die mit einer Aussperrung von Kindern aus dem Kindergarten einhergehen sollte.
2010, weiterhin in der Opposition, forderte sie als Gesundheitssprecherin der FPÖ eine Volksabstimmung zum Thema Rauchverbot. Das 2018, inzwischen gehörte die FPÖ in Koalition mit der ÖVP der Bundesregierung an und trat gegen Rauchverbote ein, von der Ärztekammer und der Krebshilfe eingebrachte Volksbegehren „Don’t smoke“ bezeichnete sie als unseriös und parteipolitisch motiviert.
Anfang 2019 hielt sie in einem Redebeitrag im Nationalrat anlässlich eines Misstrauensantrags gegen Innenminister Herbert Kickl (FPÖ) ihren Standpunkt fest: „Niemals haben wir uns damit abzufinden, dass Gesetze uns in unserem Handeln behindern.“ Anlass des Misstrauensantrags war unter anderem Kickls Aussage: „Ich glaube immer noch, dass der Grundsatz gilt, dass das Recht der Politik zu folgen hat und nicht die Politik dem Recht.“
Belakowitsch ist Gegnerin der ORF-Haushaltsabgabe und der Antiteuerungspolitik der Bundesregierung.
Als im September 2024 im Nationalrat eine Änderung des Bundes-Gleichbehandlungsgesetzes mit den Stimmen von ÖVP, SPÖ und Grünen bezüglich dem Schutz von nichtbinären und transgeschlechtlichen Menschen beschlossen wurde, warnte Belakowitsch vor einer „Abschaffung der biologischen Geschlechter“. Damit würden Schutzräume von Mädchen und Frauen zerstört, könnten doch „Männer, die sich als Frauen lesen“ in diese ebenso eindringen wie in Frauenkabinen. „Dürfen dann männliche Betreuungspersonen, die sich als Frau verstehen, in Kindergärten und Schulen, Mädchen auf die Toilette begleiten?“ Das gleiche Problem gäbe es beim Sicherheitspersonal an Flughäfen. Was die Frauenquote betreffe, müssten dann Transfrauen bevorzugt werden und welche Auswirkungen hätte diese Regelung auf den Präsenz- oder Zivildienst, fragte Belakowitsch. Zu diesem Passus falle ihr nur „Exkrement“ ein. „Unsere Republik entwickelt sich mit solchen Gesetzen zu einem intellektuellen Irrenhaus, einem woken Wolkenkuckucksheim.“ Zur algerischen Boxerin Imane Khelif, die an den Olympischen Sommerspielen 2024 teilnahm, sagte Belakowitsch: „Ein Mann verprügelt eine Frau und alle applaudieren.“

### Positionen und Behauptungen zur COVID-19-Pandemie
In der Zeit der COVID-19-Pandemie in Österreich kritisierte Belakowitsch bei diversen Gelegenheiten die Maßnahmen der Bundesregierung Kurz II. Sie stellte sich öffentlich gegen einen möglichen Impfzwang und stellte die Impfung gegen COVID-19 im Allgemeinen in Frage. Bei einer Sondersitzung des Nationalrats am 13. Jänner 2021 sagte sie dazu, dass keiner wisse, „wie der Schutz dieser Impfung tatsächlich ist und ob diese Impfung tatsächlich wirkt. […] Es wissen weder die Hersteller, noch weiß es die WHO, noch wissen es die Zulassungsbehörden“.
Am 17. März 2021 teilte Belakowitsch auf Facebook eine Tabelle unter Berufung auf die Europäische Arzneimittel-Agentur (EMA), laut der es „EU-weit 3.963 Todesfälle in möglichem Zusammenhang mit COVID-19-Impfungen“ gab. Die Tabelle listete – ohne Klärung, inwieweit tatsächlich ein Zusammenhang vorlag – Symptome von Patienten, die bald nach einer COVID-19-Impfung verstorben waren, wobei es Mehrfachzählungen von Patienten mit mehreren Symptomen gab. Die Gesamtzahl der Toten war also nicht direkt aus der Tabelle ermittelbar und jedenfalls geringer. Die EMA stellt ihren COVID-19-bezogenen Daten jetzt eine Klarstellung zur Interpretation von Daten voran, in der es unter anderem heißt: „Since one individual case may contain more than one suspected side effect, the sum of the number of fatal cases per reaction group will always be higher than the total number of fatal cases.“
In einer Nationalratssitzung am 22. September 2021 behauptete Belakowitsch, Schlaganfälle seien eine „ganz häufige Nebenwirkung“ der Impfungen. Dies wurde unter anderem vom Paul-Ehrlich-Institut und verschiedenen anderen Experten als substanzlos zurückgewiesen. Laut der Virologin Dorothee von Laer sind Schlaganfälle bei Geimpften „nicht häufiger als in der ungeimpften gleichen Altersgruppe“.
Bei einer Demonstration gegen die Corona-Maßnahmen der Regierung am 4. Dezember 2021 trat Belakowitsch als Rednerin auf und behauptete unter anderem, es seien „nicht die bösen Ungeimpften“, „die unsere Krankenhäuser zuhauf füllen“, sondern „ganz, ganz viele Geimpfte, die auf Grund eines Impfschadens behandelt werden müssen“. Die Österreichische Ärztekammer wies die Behauptungen von Belakowitsch „aufs Schärfste zurück“ und erklärte, sie widersprächen „allen wissenschaftlichen Evidenzen“. Bei bis dahin über 6 Millionen geimpften Österreichern und über 13 Millionen verabreichten Impfdosen waren 2021 bis dahin rund 250 Anträge nach dem Impfschadengesetz wegen der COVID-19-Schutzimpfung eingebracht worden.
Trotz ihrer ablehnenden Haltung gegenüber einer Impfpflicht stimmte sie am 20. Jänner 2022 bei einer Abstimmung im Nationalrat nicht gegen eine solche, sondern blieb der Abstimmung fern und enthielt sich somit ihrer Stimme.
Ein Interview, das sie dem Report-Team des ORF im Februar 2025 zu den COVID-Folgen gab, beendete sie mit der Aussage: Also das ist ja der größte Schas. Ich weiß nicht, was Sie von Biontech gezahlt kriegen für dieses Interview. Aber das ist ja wirklich lächerlich.

## Verharmlosung des Massakers von Butscha
Berlakowitsch hat am 16. Juni 2025 im österreichischen Parlament einen Ordnungsruf kassiert für ihren Kommentar „Da habt ihr viel Spaß gehabt, gell?" zum Bericht von NEOS-Klubobmann Yannick Shetty des Besuchs der Massengräber von Butscha. Am nächsten Tag forderte die stellvertretende NEOS-Klubobfrau Martina Künsberg Sarre ihren Rücktritt, mit der Begründung „Wer Massaker verharmlost, hat keinen Platz in der österreichischen Innenpolitik“.

## Auszeichnungen
- 2017: Großes Silbernes Ehrenzeichen mit dem Stern für Verdienste um die Republik Österreich[36]

## Privates
Belakowitsch hat zwei Kinder. Ihr jüngerer Bruder ist der Politiker Hans-Jörg Jenewein (* 1974).